# Roland James
Roland Orlando James (Xenia, 18 febbraio 1958) è un ex giocatore di football americano statunitense che ha militato nei ruoli di cornerback e safety nella National Football League (NFL).

## Carriera
James fu scelto come quattordicesimo assoluto nel Draft NFL 1980 dai New England Patriots. Nella sua stagione da rookie ebbe il ritorno di punt più lungo di tutta la NFL grazie a quello ritornato per 75 yard in touchdown nella vittoria per 34–21 sui New York Jets allo Schaefer Stadium il 2 novembre. L'anno successivo fece registrare 5 sack. Il 12 dicembre 1982 intercettò un passaggio di David Woodley nell'ultima giocata della partita vinta contro i Miami Dolphins per 3-0 in un campo innevato.
Il 23 ottobre 1983 James intercettò tre passaggi di Joe Ferguson nel terzo quarto della vittoria per 31–0 sui Buffalo Bills al Rich Stadium, diventando il primo giocatore della storia della franchigia a fare registrare tre intercetti nello stesso quarto. Il 18 novembre 1984 segnò una safety quando placcò Frank Middleton nella vittoria per 50-17 sugli Indianapolis Colts.
In carriera James recuperò 10 fumble durante la stagione regolare. Un altro, commesso da Freeman McNeil, lo recuperò nella gara di playoff vinta per 26-14 sui Jets il 28 dicembre 1985. In quella stagione i Patriots si qualificarono per il primo Super Bowl della loro storia, perdendo contro i Chicago Bears.
James chiuse la carriera con 29 intercetti e 42 ritorni di punt in 145 partite, tutte con i Patriots. Con essi disputò anche 5 gare di playoff.

## Palmarès
- American Football Conference Championship: 1

New England Patriots: 1985